# Dirk Janssen
Dirk Janssen (Groningen, 11 juli 1881 – Haarlem, 22 november 1986) was een Nederlands gymnast.
Janssen was lid van de Amsterdamse gymnastiekvereniging Plato. In 1904 won hij de jaarlijkse wedstrijd om het kampioenschap van Amsterdam, georganiseerd door de Amsterdamse Turnbond.
Met onder anderen zijn broer Jan Janssen was hij actief op de Olympische Zomerspelen 1908. In het ploegenklassement eindigde hij met Nederland als zevende. Op de individuele meerkamp werd Janssen 69e.
Op het moment van zijn overlijden was hij de langstlevende olympische deelnemer ooit.